# Ficarolo
Ficarolo és un municipi de 2.679 habitants de la província de Rovigo, dins la regió del Vèneto. 

Les seves frazioni són Bassantina, Parolara, Sant'Antonio in Polesine, Tontola, Trai (Terraglio), Trento, Vallicella Alta, Vallicella Bassa, Vegri.

Les comuni limítrofes són Bagnolo di Po, Bondeno (FE), Felonica (MN), Ferrara (FE), Gaiba, Salara.
Els seus habitants s'anomenen ficarolesi.
El patró és San Pietro, festiu el 7 d'abril.

El nom de l'alcaldessa (Sindaco) és Antonella Mantovani, des del 30 de maig de 2006, del partit centrodestra

## Història
Encara que molts erudits atribueixen a Ficarolo orígens antiquíssims, que es remunten a temps romans, fins al Segle X no es troba cap documentació: un document de 936, amb el qual Bonifacio, el segon comte de Bolonya i Ingelberto, abat de Nonantola, van deixar per escrit un intercanvi de béns, incloent-hi Ficarolo ("Pago Figariole"), en el camp de Ferrara i situat, amb Settepolesini, a l'esquerra del riu Po.
La fortalesa de Ficarolo, que controlava el Po juntament amb un lloc idèntic a la riba sud del riu, Stellata de Bondeno (encara existeix), va ser assetjada pels venecians durant la Guerra de la Sal (1482-1484) i es va rendir després d'una forta defensa d'una petita guarnició contra de la força aclaparadora de la Serenissima.

## Personatges famosos
- Giuseppe Ghedini
- Ercole Sarti
- Alberto Mucchiatti
- Francesco Ravelli
- Giovanni Pellegatti Ricci